# One Day as a Lion
I One Day as a Lion sono un duo musicale statunitense composto dal cantante e tastierista Zack de la Rocha e dal batterista Jon Theodore.

## Storia del gruppo
Theodore è stato, in precedenza, il batterista dei Mars Volta, mentre de la Rocha era il cantante dei Rage Against the Machine.
Il 16 luglio 2008 il brano Wild International comparì in streaming sul MySpace del gruppo. Inoltre, venne concessa la première del brano alla radio australiana Triple J e all'emittente americana KROQ. L'EP di debutto, omonimo, venne distribuito a partire dal 18 luglio 2008 in Australia, e quattro giorni dopo negli USA e su iTunes. Il 7 ottobre 2008 venne resa disponibile anche la versione su vinile.
Nonostante gli impegni di de la Rocha con il tour dei Rage Against the Machine, si pensa che i One Day as a Lion potrebbero a loro volta suonare in qualche occasione. L'11 agosto de la Rocha rilasciò la sua prima intervista ai giornalisti del Los Angeles Times dopo oltre otto anni di silenzio. Affermò che era prevista l'uscita di un album per l'autunno dello stesso anno, e che volevano "fare qualche concerto, come un vero e proprio gruppo, salendo sul palco e cominciando a suonare". Affermò anche che intendevano aggiungere nuovi membri alla band, in particolare un nuovo tastierista, per facilitare le esibizioni dal vivo, e che il processo di formazione della band non era ancora stato completato del tutto. Nonostante l'annuncio dell'uscita di un nuovo album per il mese di novembre 2008, però, nulla è stato ancora ufficializzato.

## Nome del gruppo
Il nome del gruppo deriva da un noto graffito (immortalato dal fotografo George Rodriguez nel 1970) con una didascalia che afferma "È meglio vivere un giorno da leone, rispetto a mille anni da pecora".

## Formazione

### Album studio
- Zack De La Rocha - voce, tastiere
- Jon Theodore - batteria, percussioni

### Live
- Zack De La Rocha - voce
- Jon Theodore - batteria, percussioni
- Joey Karam - tastiere

## Discografia
- 2008 - One Day as a Lion (EP)

### Singoli
| Anno | Titolo             | Posizione in classifica | Posizione in classifica | Posizione in classifica | Album             |
| Anno | Titolo             | US                      | US Mod                  | NOR                     | Album             |
| ---- | ------------------ | ----------------------- | ----------------------- | ----------------------- | ----------------- |
| 2008 | Wild International | —                       | 20                      | 6                       | One Day as a Lion |
| 2008 | One Day as a Lion  | —                       | —                       | —                       | One Day as a Lion |

## Settimana di debutto
L'omonimo EP si è piazzato al ventottesimo posto nella classifica delle vendite, con un totale di 17 000 copie vendute nella sola prima settimana.